# Emmanuelle Berne
 (février 2019).
Emmanuelle Berne, née le 1er mai 1988[Où ?], est une danseuse et chorégraphe française.
Elle est principalement connue pour sa participation à l'émission télévisée Danse avec les stars entre 2015 et 2019 sur TF1. Elle fait également partie de la troupe D'pendanse depuis fin 2015,.

## Biographie
Emmanuelle Berne est d'origine allemande et française. Elle a vécu à Londres, à Los Angeles, en France et en Allemagne. Elle commence la danse dès son plus jeune âge.
Danseuse et compétitrice de haut niveau, elle se produit en spectacle dans les plus grandes salles françaises, allemandes, britanniques et américaines, telles que le Staples Center de Los Angeles, le Cosmopolitan de Las Vegas, le Palais omnisports de Paris-Bercy, les O2 World de Berlin et de Londres.
Danseuse pluridisciplinaire, elle reçoit une formation complète en danse sportive (10 danses), jazz, claquettes, samba brésilienne, lindy-hop, salsa, bachata, cheerleading et hip-hop.
Lors de son parcours professionnel, Emmanuelle Berne danse avec Yann-Alrick Mortreuil, qu'elle retrouvera dans Danse avec les stars. Tous deux font partie de la Feeling Dance Team,.

### Carrière télévisuelle
Avant d'être connue à la télévision, Emmanuelle Berne a chorégraphié pour des grandes marques comme Red Bull, W9, Hermès, BeIn Sports, Canal+, le Stade de France, Kinder, PlayStation, la Fédération Française de Football, Fun Radio, Sony, DDB Worldwide, Warner Music Group.
Emmanuelle Berne participe à l'émission Happy Dog avec Zorro, son petit bouledogue français.
Elle participe à l'émission Gu'live le 14 janvier 2016, sur la chaîne Gulli.
Elle apparaît dans un épisode de Chasseur d'appartement sur M6, accompagnant Maxime Dereymez lors de sa recherche.
Entre 2015 et 2019, Emmanuelle Berne intègre l'équipe de danseurs professionnels de l'émission Danse avec les stars sur TF1, ce qui lui permet de se faire connaître du grand public. Elle a pour partenaire :
- le comédien Thierry Samitier[6] (saison 6, automne 2015), avec qui elle termine neuvième,
- l'illusionniste Kamel le Magicien[7] (saison 7, automne 2016), avec qui elle termine dixième,
- le comédien Anouar Toubali[8] (saison 9, automne 2018), avec qui elle termine dixième,
- le journaliste sportif Yoann Riou (saison 10, automne 2019), avec qui elle termine septième.

En 2017, elle participe en tant que chorégraphe à la version latino-américaine de Danse avec les stars : Mira quién baila, à Miami ; elle fait également partie du casting en 2018 et 2019 en tant que chorégraphe et danseuse : elle a pour partenaires les acteurs Santiago Ramundo, Emmanuel Palomares et Pedro Moreno, les chanteurs Paul Stanley, Chyno Miranda et El Dasa, et le boxeur Iván Calderón,.

### Compétitions
Emmanuelle Berne est finaliste en tant que danseuse au championnat d'Europe de Cheerdance. Elle remporte le titre de championne de France de Cheerdancing en tant que chorégraphe, ce qui lui permet de représenter la France en tant que chorégraphe aux championnats du monde à Orlando, en Floride.
Elle concourt à de nombreux championnats nationaux de danse tant en France qu'en Allemagne et à des championnats d'Europe. Elle gagne de nombreuses compétitions nationales en danse sportive en France.
Elle donne des cours de stage dans toute la France.

### Clips
- La Prision de Maná[12],
- Shake It Off de Taylor Swift[13],
- Pedida Perfeita de Flavel et Neto[14],
- Mojito de Alan Ritchson[15],[16],
- La fin du monde de Sébastien Cauet[17].